# Gare de Berlin Bellevue
Pour les articles homonymes, voir Gare de Bellevue (homonymie).
Bellevue est une gare de S-bahn sur la Stadtbahn de Berlin. Elle se trouve dans le quartier Hansaviertel dans l'arrondissement de Mitte à Berlin. Elle tient son nom du château de Bellevue situé à proximité, résidence officielle du président fédéral allemand.
Sur la Stadtbahn, la gare Tiergarten est à 1 km au sud-ouest et la gare centrale est à 1,6 km à l'ouest-nord-ouest. C'est, avec la gare Hackescher Markt, la seule gare de la Stadtbahn à avoir conservé son architecture et son esthétique d'origine.

## Histoire

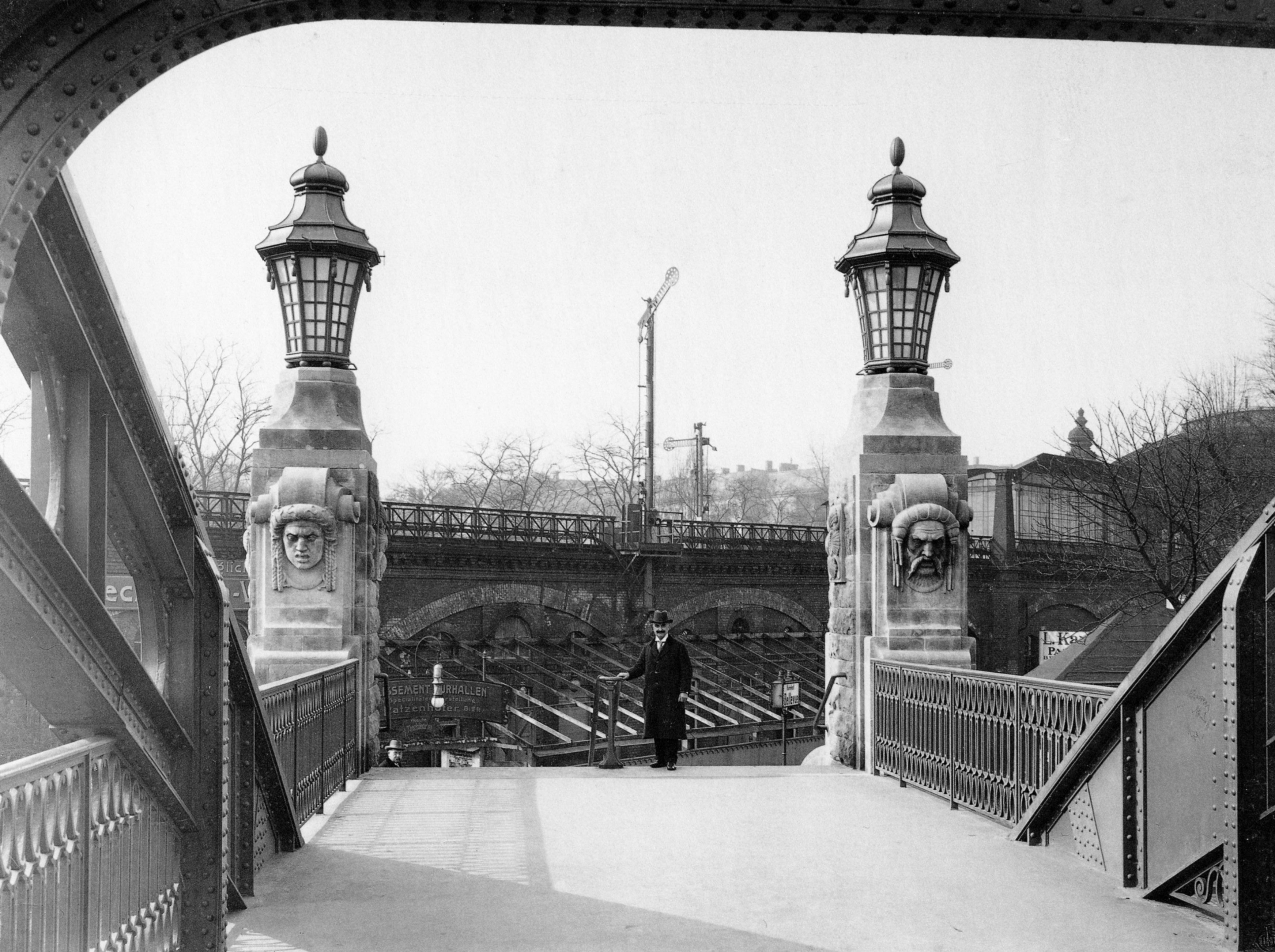
Passerelle piétonne de la gare en 1915.

Comme les autres gares de la Stadtbahn, la gare de Bellevue a été construite de 1875 à 1882. En raison du manque de place dans cette partie du centre de Berlin, c'est une gare en viaduc, surélevée par rapport à la Bartningallee qui la croise. Elle a été conçue pour prendre le moins de place possible et le matériel technique est placé au-dessous de la gare. Ce sont les architectes Johannes Vollmer et Johann Eduard Jacobsthal qui se sont chargés de la conception de la gare. Sa localisation tout à côté du Spree dans le quartier huppé des diplomates (Diplomatenviertel) et à proximité du château présidentiel éponyme en faisait un lieu d'un prestige important. Elle entra en service le 7 février 1882.
Le quai central faisait au départ 90 m de long. Il fut rallongé à 160 m en 1928. La gare et son toit fut rénové de 1931 à 1932.
Elle a été sérieusement endommagée pendant la Seconde Guerre mondiale et a été réparée ensuite. À l'occasion des festivités des 750 ans de Berlin en 1987, la gare a été rénovée à l'identique de sa conception d'origine, puis modernisée dans les années 1995 - 1997. La réouverture a eu lieu le 11 novembre 1997. Le bâtiment de la gare est aujourd'hui sous protection du patrimoine.